# サリュート3号

サリュート3号で利用されたアルマース軍事宇宙ステーションの図。

サリュート3号（Salyut 3、ロシア語: Салют-3）は、1974年6月25日にバイコヌール宇宙基地から打ち上げられた宇宙ステーション。軍事用のアルマース宇宙ステーションであり、本来の目的は秘匿して運用された。

## 設計
サリュート3号ではアルマース軍事宇宙ステーション (OPS型) の機体が使用されたため、サリュート1号 (DOS型) とは機体の設計や装備が異なっていた。それにも関わらず同じサリュート名で運用されたのは、本機の目的を秘匿するためだった。アルマースステーションの打ち上げはサリュート2号に続いて2機目となるが、2号は軌道投入後すぐに故障しているため、実用可能なアルマースとしては本機が最初となった。
サリュート3号の総重量は18トンから19トンであった。宇宙船の側面に2つの太陽電池を備えており、データや材料を回収するための分離可能な回収モジュールも備えていた。

## 武装
サリュート3号は、航空機用のヌデリマン・リーフテル (NR) 機関砲（口径23mmまたは30mm）を備えていた。この機関砲はステーションに接近してくるかもしれない敵衛星を迎撃するために設置された宇宙兵器である。砲身はステーションの長手方向に沿って固定され、照準の際には照準スクリーンで狙いを付けながらステーション全体の姿勢を変化させた。

## ミッション
打上げ時には高度219kmから270kmを飛行し、最終的には268kmから272kmに達した。サリュート3号は、地球に対して常に一定の姿勢を取るように設計された最初の宇宙ステーションであった。このために、姿勢制御スラスタが50万回噴射された。様々な偵察センサの試験が行なわれた。
ステーションには2回に渡って宇宙飛行士が訪れたが、ステーション内に移乗して活動できたのは1回だけだった。1974年7月にはソユーズ14号により乗員が運ばれ、ステーションに乗り込んだ。ドッキングから15日17時間後、ドッキングが解除されて乗員は帰還した。同年8月にはソユーズ15号が2度目の乗組員を運ぼうとしたが、ドッキングに失敗した。
乗員が去った後、1974年9月23日にステーションの回収モジュールが放出され、大気圏に再突入した。また、迎撃用のNR機関砲を地上からの遠隔操作で発射する試験も行った。
サリュート3号の軌道高度は大気の抵抗のために次第に低下し、1975年1月24日に大気圏再突入した。

## 仕様
- 長さ - 14.55m
- 最大直径 - 4.15m
- 居住体積 - 90m3
- 打上げ時重量 - 18,900㎏
- 打上げロケット - プロトンロケット
- 太陽電池数 - 2
- 補給船 - Soyuz Ferry
- ドッキングポート数 - 1
- 乗員人数 - 3
- メインエンジン数 - 2
- メインエンジンスラスタ - 400kg (3.9kN)

## 訪れた宇宙船と乗組員
- ソユーズ14号（1974年7月3日-7月19日）
  - ユーリー・アルチューヒン
  - パーヴェル・ポポーヴィチ
- ソユーズ15号（1974年8月26日-1974年8月28日、ステーションには移乗できず）
  - レフ・デミン
  - ゲナジ・サラファノフ